# Schranke (Recht)
Der Rechtsbegriff Schranke wird in der juristischen Sprache bildhaft für die Einschränkung von Rechten gebraucht. Insbesondere im Verfassungsrecht gehören die Begriffe Schranke und „Schranken-Schranke“ zum Arbeitsalltag in der Grundrechtsdogmatik.
Die Notwendigkeit der „Rechtsschranke“ erklärt sich wie folgt: In zahlreichen Fällen wird ein Grundrecht nach dem Gesetzeswortlaut umfassend garantiert, beispielsweise das Eigentum in Art. 14 GG. Gleichzeitig muss das Recht aber dort seine Grenzen finden, wo es die Rechte Anderer beeinträchtigt. Daher behält sich der Gesetzgeber in einem sogenannten Schrankenvorbehalt regelmäßig vor, soweit nötig den Umfang des Rechtes durch Gesetze einzuschränken, damit jedermann gleich viel von seinem Recht hat. Dabei muss er selbst jedoch stets seine ursprüngliche Garantie des Rechtes im Auge behalten. Diese bildet die sogenannte „Schranken-Schranke“, das heißt die Beschränkung darf nicht so weit gehen, dass von dem Wesensgehalt eines Grundrechts nichts mehr übrig bleibt und dieses leerläuft.
Im Wesentlichen gibt es drei mögliche Arten von Schranken:
- Gesetzesvorbehaltsschranke

Bei einem Gesetzesvorbehalt darf in ein Recht auf Grund eines anderen Gesetzes eingegriffen werden; z. B. in das Briefgeheimnis aus Art. 10 Abs. 2 Satz 1 GG. Bei einem qualifizierten Gesetzesvorbehalt stellt der Wortlaut des betreffenden Grundrechts besondere Anforderungen an das eingreifende Gesetz; z. B. in Art. 5 Absatz 2 GG
- Verfassungsunmittelbare Schranke

Eine verfassungsunmittelbare Schranke liegt vor, wenn das Grundrecht selbst eine Einschränkung des Schutzbereichs enthält. Hierbei können zugleich Eingriffsmöglichkeiten gegeben sein, insofern die Ausübung eines anderen Grundrechtes – bspw. die allgemeine Handlungsfreiheit – über den Schutzbereich des jeweiligen Grundrechts hinaus vorliegt; wie z. B. in Art. 8 GG („friedlich und ohne Waffen“).
- Verfassungsimmanente Schranke

Bei Grundrechten, die ihrem Wortlaut nach ohne Vorbehalt gewährt werden (sogenannte vorbehaltlose Grundrechte), sind Eingriffe dennoch möglich, insofern bei deren Ausübung gleichrangige Verfassungsnormen kollidieren. Dies trifft nach dem Recht Deutschlands auf Grundrechte wie die Kunst- oder Religionsfreiheit zu.
Ist ein Grundrecht (wie z. B. Artikel 2 Abs. 1 GG) in dreifacher Hinsicht eingeschränkt, wird dies als Schrankentrias bezeichnet.

## Beispiel
Der Eigentümer einer Sache kann, soweit nicht das Gesetz oder Rechte Dritter entgegenstehen (Schranke), mit der Sache nach Belieben verfahren und andere von jeder Einwirkung ausschließen, § 903 BGB. Der Eigentümer eines Tennisplatzes kann beispielsweise Tag und Nacht seine Anlage benutzen, solange er niemanden stört. Nach Beschwerde von Anwohnern dürfte ein Gericht allerdings nicht die Nutzung vollständig untersagen. Damit würde das Eigentum wertlos. Das Gericht ist vielmehr an die Schranken-Schranke gebunden, welche besagt, dass der Eingriff in das Eigentum geringstmöglich ausfallen muss. Angemessen wäre zum Beispiel die Verfügung, den Platz nur tagsüber zu benutzen und die allgemeinen Ruhezeiten zu respektieren.